# 溥靜
已革怡親王溥靜（1849年3月13日—1900年9月4日），愛新覺羅氏，清朝宗室，怡亲王載敦長子，第十三代怡親王。

## 生平
同治七年，封不入八分輔國公。光緒十七年，襲和碩怡親王。光緒二十六年，支持義和團運動。八國聯軍攻入京城后，被德軍殺害，亦成为少数被西方列强杀死的爱新觉罗宗室成员。
同年闰八月初二（1900年9月25日）西狩途中的慈禧太后以光绪帝名义下发谕旨，对庚子事变相关的宗室王公、官员进行惩处。“庄亲王载勋、怡亲王溥静、贝勒载濂、载滢均著革去爵职。端郡王载漪著从宽撤去一切差使。交宗人府严加议处。并著停俸”。1902年，由侄子毓麒袭爵。

## 家庭
- 长子毓常，生于同治六年五月，八年十一月不满3岁时夭折。
- 次子毓善，生于光绪十八年十月，嫡福晋佟佳氏。